# Semir Osmanagić
Semir Osmanagić (Zenica, 1 de juny de 1960), també conegut com a Sam Osmanagich, és un empresari i escriptor bosnià. És conegut sobretot per promoure el seu projecte pseudoarqueològic al centre de Bòsnia (prop de la ciutat de Visoko) relacionat amb les anomenades "piràmides de Bòsnia". Osmanagić afirma que un grup de turons naturals al centre de Bòsnia i Hercegovina són les piràmides antigues més grans de la Terra. Ha realitzat un ampli màrqueting sobre el lloc i n'ha promogut el turisme.
Entusiasta de les piràmides, Osmanagić va completar un doctorat en ciències socials, però no té formació científica en cap camp arqueològic. Geòlegs professionals, arqueòlegs i altres científics han refutat les seves afirmacions sobre els turons centrals de Bòsnia. Han arribat a la conclusió, després d'una anàlisi directa del jaciment, la seva història coneguda i les excavacions, que els turons són formacions naturals comunes sense signes de construcció humana.

## Biografia
Osmanagić va néixer a Zenica, Iugoslàvia. Després de graduar-se a la Universitat de Sarajevo, va dirigir un negoci d'importació i exportació durant set anys. El 1992, quan va esclatar la guerra de Bòsnia, va emigrar als Estats Units. Es va establir a Houston, Texas, on va trobar una feina com a assistent de màrqueting per a una empresa productora de peces per a pous de petroli i gas. Va ser ascendit a gerent i propietari minoritari de l'empresa, amb una participació del cinc per cent el 1999.

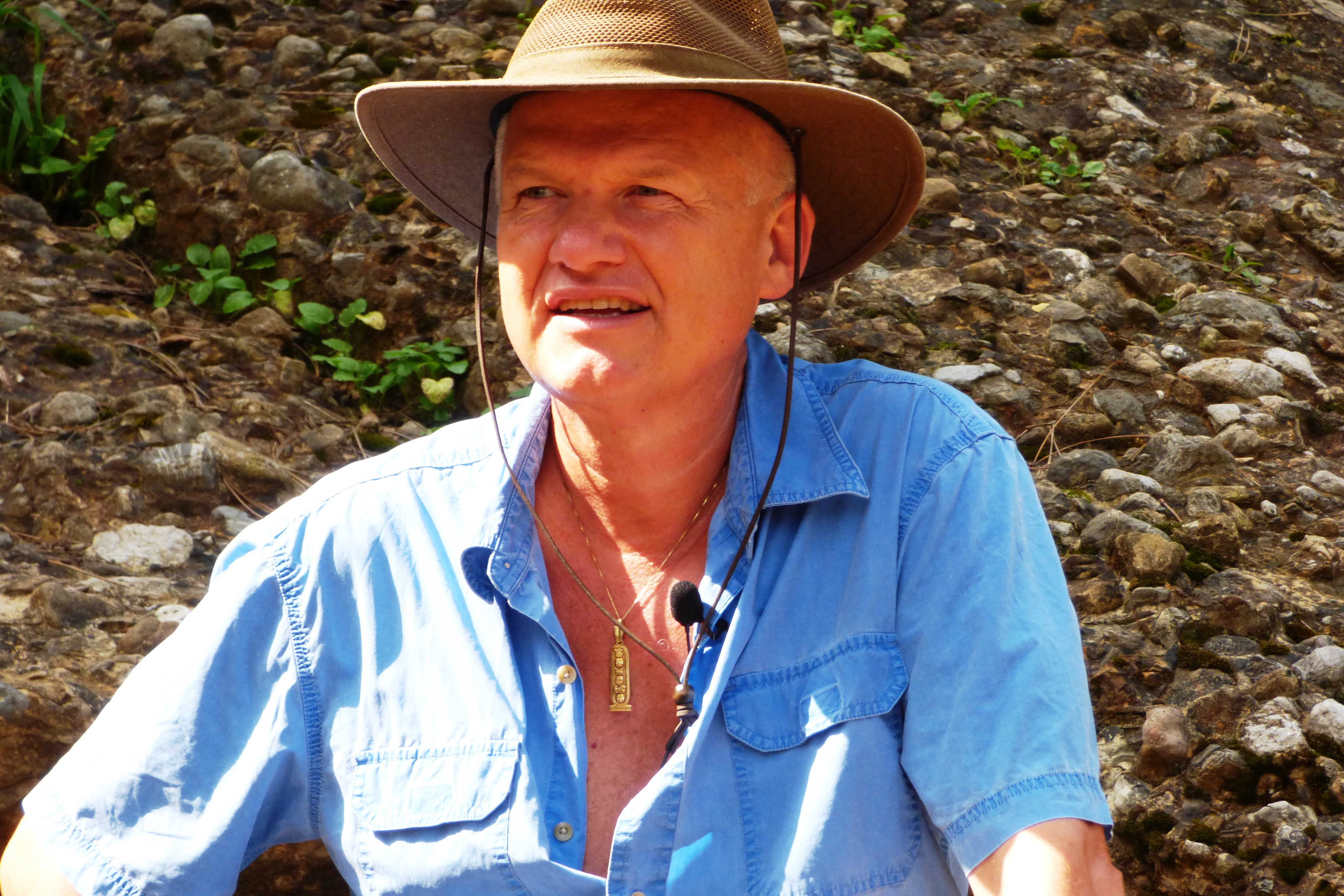
Semir Osmanagić el 2018.

Osmanagić va fundar l'empresa de fabricació Met Company, Inc. a Houston el 1995, i continua sent-ne el propietari i CEO. El 2006, va fundar la Fundació Bòsnia de les Piràmides del Sol, per a recolzar les excavacions i la construcció d'un "parc arqueològic" al lloc. Ha exercit des del principi com a director executiu de la fundació.
Té un màster en economia i política internacionals. Va cursar el doctorat en ciències socials l'any 2009; tots dos títols es van obtenir a la Universitat de Sarajevo. El 2009 es va convertir en membre de l'Acadèmia Russa de Ciències Naturals, que ha estat criticada per promoure teories pseudocientífiques; un gran nombre de membres de la suposada acadèmia no tenen educació formal en ciències naturals ni cap credencial científica en camps de recerca aplicables. Aquesta associació no s'ha de confondre amb l'Acadèmia Russa de Ciències, que sí que té una reputació reconeguda entre la comunitat científica internacional.

## Les piràmides de Bòsnia

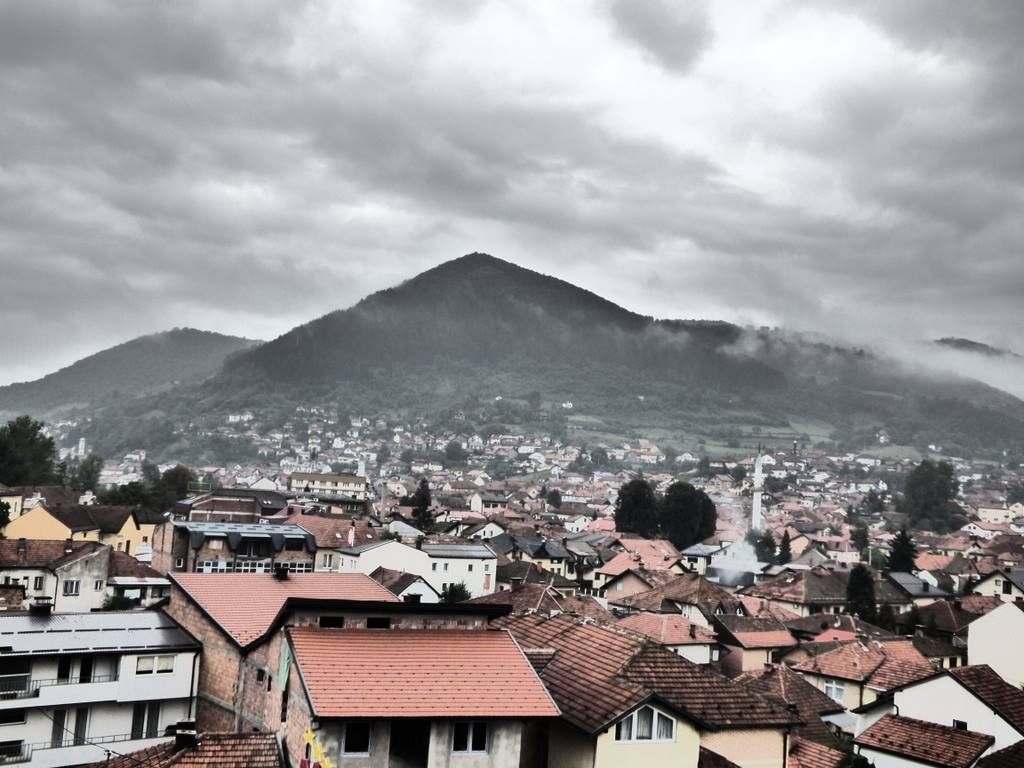
La suposada "Piràmide del Sol".

L'abril de 2005, Osmanagić va ser convidat a visitar Visočica i les ruïnes de la seva fortalesa. Durant la visita, Osmanagić va notar la forma piramidal del turó Visočica. Posteriorment, va escriure un llibre on afirmava que el turó eren les restes d'una antiga piràmide feta pels humans; segons ell es tractava d'una de les cinc estructures presents a la zona en forma de piràmide que, a més, posseïen una extensa xarxa de túnels prehistòrics. Va anomenar aquestes estructures "piràmides de Bòsnia" i va establir una fundació benèfica, el "Parc Arqueològic: Fundació Piràmide del Sol de Bòsnia", per finançar la promoció i la investigació del lloc. Osmanagić va afirmar que volia excavar per "trencar un núvol d'energia negativa, permetent a la Terra rebre energia còsmica del centre de la galàxia".

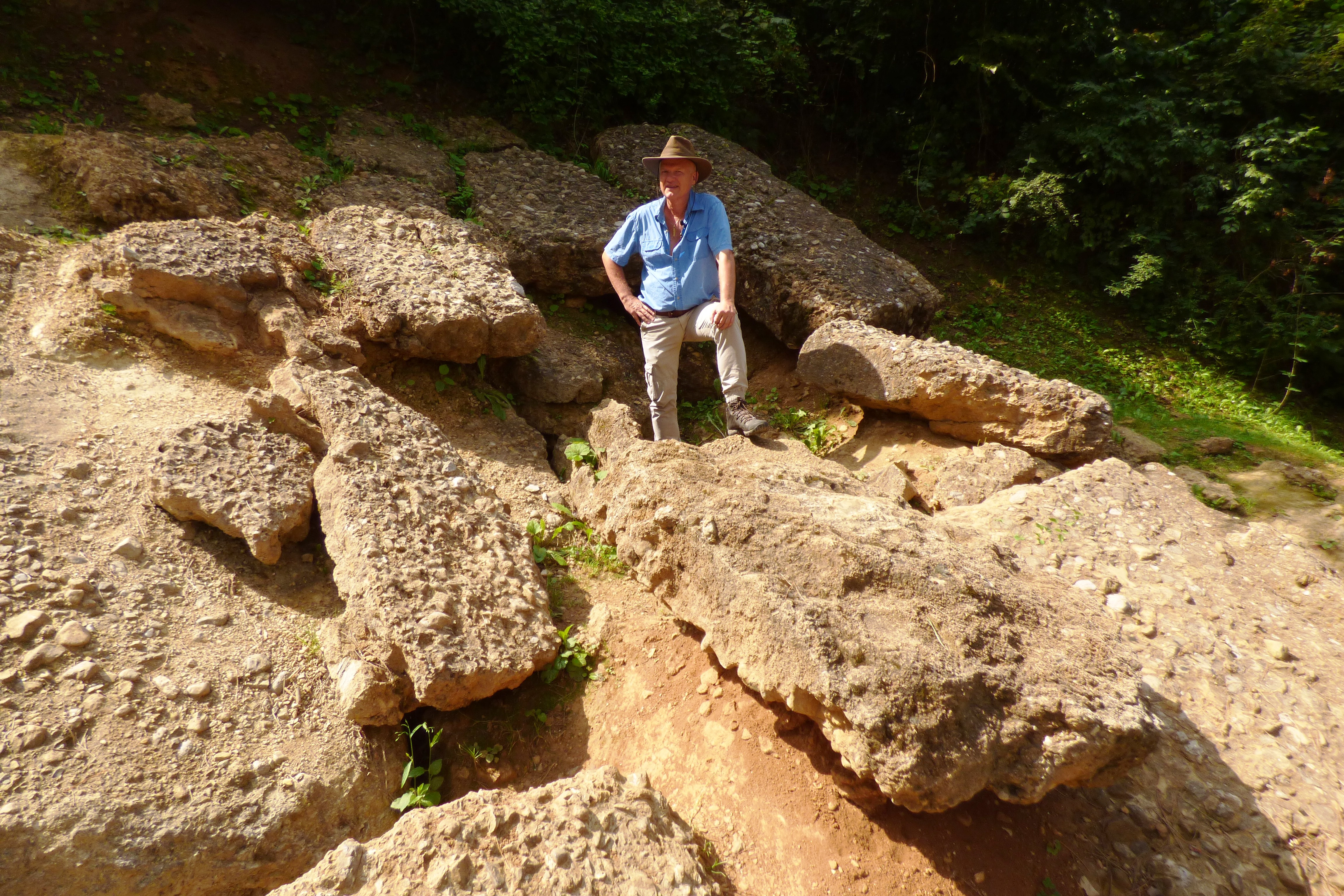
Osmanagić davant de suposades restes de les piràmides de Visoko.

A principis de 2006, geòlegs de la Universitat de Tuzla van analitzar mostres de Visočica. Les seves proves van demostrar que el turó està compost del mateix material que altres muntanyes de la zona: altern de capes de conglomerat, argila i gres. Les excavacions van revelar capes de conglomerat fracturat a Visočica, mentre que les de Pljesevica van descobrir plaques de gres esquerdades, separades per capes de llim i argila. Robert M. Schoch, professor associat de Ciències Naturals a la Universitat de Boston, va afirmar que "el que [Osmanagić] ha trobat ni tan sols és inusual o espectacular des del punt de vista geològic. És completament senzill i mundà". L'abril de 2006, vint-i-un historiadors, geòlegs i arqueòlegs van signar una carta oberta descrivint les excavacions com a amateurs i sense una supervisió científica adequada.
Se suposa que el projecte de les "Piràmides de Bòsnia" ha causat danys considerables al patrimoni arqueològic de la zona, que conté ruïnes d'una capital medieval, una guaita d'època romana i restes anteriors. Anthony Harding, professor d'Arqueologia a la Universitat d'Exeter i llavors president de l'Associació Europea d'Arqueòlegs, va dir que "Osmanagić està duent a terme un projecte pseudoarqueològic vergonyós que amenaça amb destruir parts del patrimoni real de Bòsnia".

## Obra
- Pyramids around the World, The New Era Times Press, 2012, Houston, Texas (anglès)
- Bosnian Valley of the Pyramids, Mauna-Fe Publishing, 2006, Sarajevo, Bòsnia i Hercegovina (anglès)
- The Mayan World, Gorgias Press, 2005, Piscataway, Nova Jersey, USA (anglès)
- The World of Maya, Svjetlost, 2004, Sarajevo, Bosnia-Herzegovina (anglès)
- Alternativna povijest – tragovima Atlantide, Indrija, 2003, Zagreb (385/1-370-7688) (croat)
- Amb Peggy Sue Skipper Ancient History from Beyond the Veil: An Akashic Records Experiment Bridges the Gap Between Science and Spirituality, Blue Bonnets Boots and Books, 2011 (anglès)